# バランス理論
バランス理論（ばらんすりろん英: Balance theory）とは、対人関係において三者以上の存在があるときに、その三者の間の認知関係のバランスを保とうとする人間の心理状態を表す社会心理学用語。アメリカの心理学者であるフリッツ・ハイダーによって提唱された。

## 概要

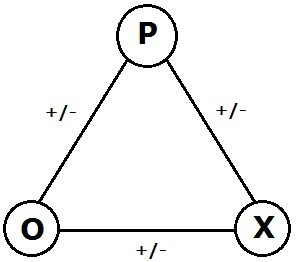
ハイダーのP-O-Xモデル

バランス理論は、P-O-Xモデルを用いて説明される。
認知の主体である人を「P」、「P」と関係のある他者を「O」、認知の対象である事物を「X」と置くPのOに対する認識、PのXに対する認識、そしてOのXに対する認識の中で、好意的な物を「＋」、否定的な物を「－」で表す。
P → O、P → X、O → Xの3つの認識が全て良好である場合や、3つの認識の中で＋が1つのみで残り2つは－といった3つの認識の符号の積が正である場合は、認知体系は均衡がとれているとする。一方で、3つの認識が全て－で表せる場合や、2つが＋で1つは－の場合のように3つの認識の符号の積が負である場合は、認知体系は不均衡であるとする。
認知の主体であるPは認知体系が不均衡であるときに不快感を覚える。そのためPは認知体系の不均衡を解消するために P → O、P → X、O → Xのいずれかを変更しようとする。例えば、P → O と P → X が＋で O → X が－であるとき、PはOあるいはXに否定的な認識を持つようになったり、OのXに対する認識を改めさせるよう働きかけたりする。どちらが採用されるかについてはより少ないコストで実現できるほうが選ばれることが多い。

## 具体例
「P」を「私」、「O」を「同級生」、「X」を「サッカー」とする。
認知体系の均衡が取れているのは、私も同級生も共にサッカーを好んでいる（あるいは共に嫌っている）ことで私が同級生を好んでいる時、あるいは私はサッカーを好んでいるが同級生はサッカーを嫌っている（あるいは、私はサッカーを嫌っているが同級生はサッカーを好んでいる）ことで私が同級生を嫌っている時である。つまり、好みが一致するために同級生を好いている時と、好みが不一致のために同級生を嫌っている時に、認知体系は均衡である。
逆に、認知体系が不均衡なのは、私も同級生も共にサッカーを好んでいる（あるいは共に嫌っている）のに私が同級生を嫌っている時、あるいは私はサッカーを好んでいるが同級生はサッカーを嫌っている（あるいは、私はサッカーを嫌っているが同級生はサッカーを好んでいる）のに私が同級生を好んでいる時である。つまり、好みが一致するにもかかわらず同級生を嫌っている時と、好みが不一致にもかかわらず同級生を好いている時に、認知体系は不均衡である。
不均衡を解消するためには、私が同級生に対する評価を変えたり、サッカーに対する好みを変えたり、同級生のサッカーに対する好みを変えさせようとしたりする必要がある。

## 引用文献
1. 1 2  安藤清志『見せる自分/見せない自分 －自己呈示の社会心理学－』サイエンス社、1994年、96頁。
2. ↑  山岸俊男『徹底図解　社会心理学』新星出版社、2013年、84頁。